# Benjamí Prades i Reverter
Benjamí Prades i Reverter   (Alcanar, 26 d'octubre de 1983) és un ciclista català, professional des del 2014 quan va fitxar per l'equip japonès del Matrix-Powertag. El 2016 va canviar al també equip nipó del Team Ukyo

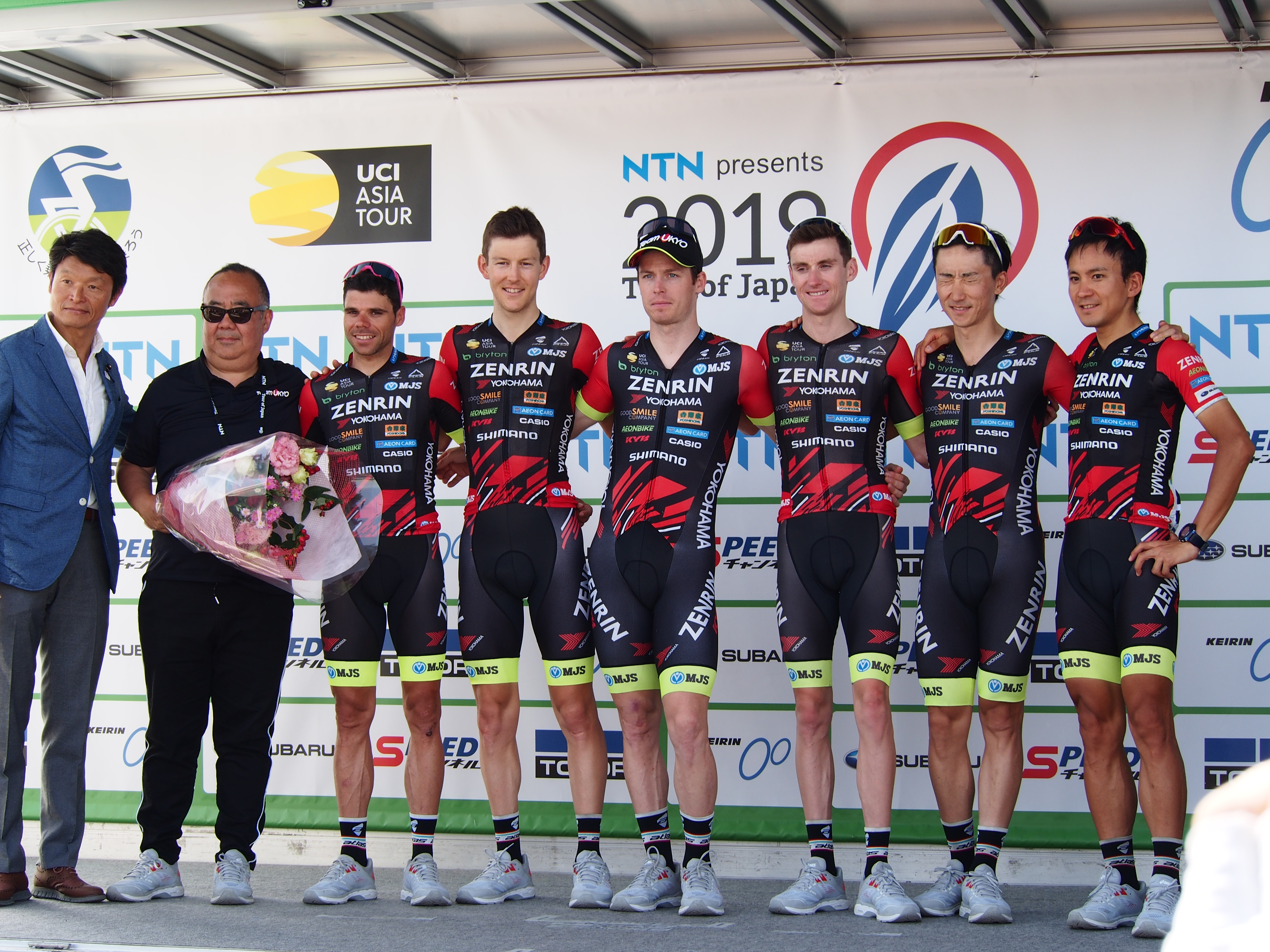
Imatge de l'Team Ukyo.

El 2015, va aconseguir la seva primera victòria com a professional amb el triomf a una etapa del Tour de l'Ijen. Setmanes més tard aconsegueix la primera victòria final en una prova, en guanyar el Tour de Kumano. El 2017 aconseguia la victòria final al Tour de Taïwan.
El 2021, com a ciclista amateur, va guanyar el Campionat d'Espanya en ruta, així com la general de la Volta a la província de València i la Volta a Extremadura.
El 2022, novament com a professional, va guanyar la Volta a Okinawa.
El seu germà Eduard també es dedica al ciclisme professionalment.

## Palmarès
- 2013
  - Vencedor d'una etapa a la Volta a Galícia
- 2015
  - 1r al Tour de Kumano i vencedor d'una etapa
  - 2n al Tour de l'Ijen i vencedor d'una etapa
  - Vencedor d'una etapa a la Volta al Japó
  - 3r a la Volta a Okinawa
- 2016
  - 2n al Tour de Flores i vencedor d'una etapa
  - Vencedor d'una etapa a la Tour de l'Ijen
- 2017
  - 1r al Tour de Taïwan
  - 2n a la Clàssica d'Ordizia
- 2021
  -  Campió d'Espanya en ruta amateur
  - 1r a la Ronda al Maestrat
  - 1r a la Volta a la província de València
  - 1r a la Volta a Extremadura i vencedor de 2 etapes
  - Vencedor d'una etapa a la Volta a Cantàbria
- 2022
  - 1r a la Volta a Okinawa
  - Vencedor d'una etapa a la Volta a Cantàbria
  - Vencedor d'una etapa a la Volta a Guadalentín
- 2023
  - 1r a la Karst International Road Race
- 2024
  - Vencedor d'una etapa al Tour de Mersin
  - Vencedor d'una etapa al Tour de Kumano
  - Vencedor d'una etapa al Tour du Bostonliq
- 2025
  - Vencedor d'una etapa a la Volta al Japó
  - 1r al Tour de l'Ijen i vencedor d'una etapa